# 蒲田優惟人
蒲田 優惟人（かまた ゆいと、2006年10月4日 -）は、日本の子役。
東京都出身、ヒラタオフィス所属。

## 出演

### テレビドラマ

#### テレビ朝日
- AKBラブナイト 恋工場 #35「私のボディガード」（2016年、テレビ朝日）- ケイ（幼少） 役
- 仮面ライダージオウ 第3話・4話（2018年、テレビ朝日）- ケイスケ 役
- 僕のシッポと神楽坂 第1話（2018年、テレビ朝日） - 少年時代の名倉 役
- 仮面ライダーセイバー 増刊号（2021年8月29日、テレビ朝日） - 純平 役

#### テレビ東京
- dele 第4話（2018年、テレビ東京）- 日暮裕司（幼少） 役
- レンタルなんもしない人 第10話（2020年9月16日、テレビ東京） - 福島直人 役

#### BSジャパン
- 人形佐七捕物帳 第八夜（2016年、BSジャパン） - 人形佐七（幼少） 役

#### WOWOW
- 北斗 -ある殺人者の回心- 第1話（2017年、WOWOW） - 鈴木修司 役

#### その他
- イタズラなkiss THE MOVIE（GEOチャンネル）
- スピンオフドラマ「HISTORY OF NAOKI～直樹の受難～」（2017年、スピンオフドラマ） - 直樹（幼少） 役

### バラエティ

#### テレビ朝日
- サンドウィッチマン＆芦田愛菜の博士ちゃん（2021年3月20日）

### 映画
- JAC ARWARD 密かなヒーロー（2016年）
- 長いお別れ（2019年） - 今村崇 役[2]

### CM
- ミサワホーム「いついつまでも」『私の家』篇（2015年 -2019年）
- LGエレクトロニクス「自問自答」（2017年 - 2018年） - 韓国のみ
- デンソー「DENSO VR」（2019年10月1日 - ）
- ヒノキヤグループ「家庭の教師 斎藤Z」『Z空調 同じ電気代』篇、『Z空調 開けっ放し』篇、『Z空調 急に上がる』篇、『Z空調 ニヤつき』篇、『Z空調 気持ちいい』篇、（2019年12月18日 - ）[3]

### ミュージックビデオ
- Ivy to Fraudulent Game『革命』（1st album『回転する』収録曲）（2017年）